# 造美人
《造美人》（英語：Beauty And The Best）是由香港電視娛樂製作的選美真人騷，為該台5周年台慶實況娛樂節目之一。節目由2021年6月7日至6月26日，逢星期一至五21:30-22:30，於ViuTV首播，由強尼、沈殷怡、練美娟主持。 該節目曾列入《ViuTV 2021》「一小時皇牌真人Show」系列，並由上市醫美集團「perFACE」冠名贊助，並於2021年7月3日（星期六）20:30-22:45播出總決賽。

## 參賽者
| 編號 | 姓名              | 年齡 | 第一輪組別 | 第一輪組別 | 第二輪組別 | 第一輪淘汰 （12強） | 第二輪淘汰 （10強） | 第三輪淘汰 （8強） | 總決賽 |
| 1    | 劉芷橋（芷橋）    | 30   | 平民組     | 平民組     | 不適用     | 晉級                | 淘汰                |                    |        |
| 2    | 張育玲（Kathy）   | 31   | 公主組     | 公主組     | 公主組     | 晉級                | 晉級                | 晉級               | 第六名 |
| 3    | 劉兆汶（AB）      | 33   | 平民組     | 平民組     | 平民組     | 晉級                | 晉級                | 晉級               | 第八名 |
| 4    | 歐陽玉婷（Miko）  | 28   | 平民組     | 平民組     | 平民組     | 晉級                | 晉級                | 晉級               | 第五名 |
| 5    | 冼潁琹（Georgia） | 29   | 不適用     | 不適用     | 不適用     | 淘汰                |                     |                    |        |
| 6    | 胡靄琪（OK）      | 26   | 公主組     | 平民組     | 不適用     | 晉級                | 淘汰                |                    |        |
| 7    | 陳芊妤（Ann）     | 24   | 平民組     | 平民組     | 平民組     | 晉級                | 晉級                | 晉級               | 第三名 |
| 8    | 林珊妮（Shweta）  | 23   | 平民組     | 公主組     | 公主組     | 晉級                | 晉級                | 晉級               | 第四名 |
| 9    | 林詩敏（Menah）   | 22   | 不適用     | 不適用     | 不適用     | 淘汰                |                     |                    |        |
| 10   | 黎韋彤（Semi）    | 23   | 平民組     | 公主組     | 公主組     | 晉級                | 晉級                | 晉級               | 第七名 |
| 11   | 周卓盈（Tracy）   | 19   | 公主組     | 公主組     | 公主組     | 晉級                | 晉級                | 淘汰               |        |
| 12   | 羅卿娗（Dorothy） | 28   | 不適用     | 不適用     | 不適用     | 淘汰                |                     |                    |        |
| 13   | 嚴楚翹（Ice）     | 29   | 公主組     | 平民組     | 平民組     | 晉級                | 晉級                | 晉級               | 第二名 |
| 14   | 梁海而（Vivian）  | 28   | 不適用     | 不適用     | 不適用     | 淘汰                |                     |                    |        |
| 15   | 楊芷羚（Stella）  | 27   | 平民組     | 公主組     | 平民組     | 晉級                | 晉級                | 晉級               | 總冠軍 |
| 16   | 曾祖妮（Jonie）   | 24   | 平民組     | 平民組     | 平民組     | 晉級                | 晉級                | 淘汰               |        |

## 每集內容
| 集數 | 首播日期 | 階段       | 主題                   | 評判                       |
| 1    | 6月7日   | 第一輪淘汰 | 第一輪淘汰賽           | Kennis、葉翠翠、強尼       |
| 2    | 6月8日   | 第一輪淘汰 | 第一輪淘汰賽 (淘汰4人) | Kennis、葉翠翠、強尼       |
| 3    | 6月9日   | 第二輪淘汰 | 12 強正式誕生          | Kennis、葉翠翠、強尼       |
| 4    | 6月10日  | 第二輪淘汰 | 12 強密集改造訓練      | －                         |
| 5    | 6月11日  | 第二輪淘汰 | 新一輪淘汰戰展開       | －                         |
| 6    | 6月14日  | 第二輪淘汰 | 沙排大戰               | 強尼、丹尼爾、小占         |
| 7    | 6月15日  | 第二輪淘汰 | 抱石大賽               | 丹尼爾、小占、鄧兆尊、達哥 |
| 8    | 6月16日  | 第二輪淘汰 | 素顏化妝大賽           | 鄧兆尊、達哥、葉翠翠、Yuki |
| 9    | 6月17日  | 第二輪淘汰 | 第二輪改造誕生         | －                         |
| 10   | 6月18日  | 第三輪淘汰 | 硬照攝影比賽           | 熊黛林、強尼               |
| 11   | 6月21日  | 第三輪淘汰 | 營地攝影任務           | 熊黛林、O姐                |
| 12   | 6月22日  | 第三輪淘汰 | 暗票機制啟動           | 熊黛林、O姐                |
| 13   | 6月23日  | 第三輪淘汰 | 暗票受害人曝光         | －                         |
| 14   | 6月24日  | 第三輪淘汰 | 造美人 DATING 大會     | －                         |
| 15   | 6月25日  | 第三輪淘汰 | 最後一輪比賽力爭出線   | －                         |
| 16   | 6月26日  | 第三輪淘汰 | 8位造美人順利出現?     | －                         |

## 總決賽及獎項
《造美人總決賽》（英語：Beauty And The Best Final）假ViuTV位於九龍灣國際展貿中心地下的錄影廠內舉行，節目為預先錄影，並在2021年7月3日晚上8時30分播出。

### 八強佳麗
| 名次   | 編號 | 姓名             | 總得分 |
| 總冠軍 | 15   | 楊芷羚（Stella） | 450.9  |
| 第二名 | 13   | 嚴楚翹（Ice）    | 450.5  |
| 第三名 | 7    | 陳芊妤（Ann）    | 443.2  |
| 第四名 | 8    | 林珊妮（Shweta） | 438    |
| 第五名 | 4    | 歐陽玉婷（Miko） | 403.5  |
| 第六名 | 2    | 張育玲（Kathy）  | 398.6  |
| 第七名 | 10   | 黎韋彤（Semi）   | 391.3  |
| 第八名 | 3    | 劉兆汶（AB）     | 309.1  |

### 比賽結果
比賽共設三個獎項，分別為總冠軍，「突破原美大獎」及「內在美人大獎」。
| 獎項         | 得獎者 | 得獎者           |
| 獎項         | 編號   | 姓名             |
| 總冠軍       | 15     | 楊芷羚（Stella） |
| 突破原美大獎 | 15     | 楊芷羚（Stella） |
| 內在美人大獎 | 13     | 嚴楚翹（Ice）    |

## 收視
| 集數   | 播映日期                     | 電視直播收視 | 備註   |
| 1－5   | 2021年6月7日－2021年6月11日  | 3.2點        | [ 7 ]  |
| 6－10  | 2021年6月14日－2021年6月18日 | 2.9點        | [ 8 ]  |
| 11－15 | 2021年6月21日－2021年6月25日 | 3.2點        | [ 9 ]  |
| 16     | 2021年6月26日                | 2.8點        | [ 9 ]  |
| 總決賽 | 2021年7月3日                 | 4.3點        | [ 10 ] |

## 外部連結
- ViuTV：造美人 （页面存档备份，存于）
- ViuTV：造美人總決賽 （页面存档备份，存于）

## 電視節目的變遷
| 香港 ViuTV 星期一至五 21:30－22:30                                                                                   | 香港 ViuTV 星期一至五 21:30－22:30                               | 香港 ViuTV 星期一至五 21:30－22:30                                                                |
| --- | ---------------------------------------------------------------- | ------------------------------------------------------------------------------------------------- |
| | 造美人（常規播放） （第1－15集） （2021年6月7日－2021年6月25日） |                                                                                                   |
| 優雅的朋友們 （2021年5月3日－2021年6月4日）                                                                          | 大叔的愛 （2021年6月28日－2021年7月16日）                        |                                                                                                   |
| 香港 ViuTV 星期六 22:00－23:00                                                                                       |                                                                  |                                                                                                   |
| Chill Club A New Stage （2021年6月19日）（20:30－22:15）第六感（第4集） （2021年6月19日）（22:15－23:15）            | 造美人（常規播放） （第16集） （2021年6月26日）                  | 造美人總決賽 （2021年7月3日）（20:30－22:45）運動有團伙（第1集） （2021年7月3日）（22:45－23:15） |
| 香港 ViuTV 星期六 20:30－22:45                                                                                       |                                                                  |                                                                                                   |
| 週六好戲勢：麥兜故事 （2021年6月26日）（20:30－22:00）造美人（常規播放）（第16集） （2021年6月26日）（22:00－23:00） | 造美人總決賽 （2021年7月3日）                                    | 週六好戲勢：特警新人類 （2021年7月10日）（20:30－23:00）                                          |